# Casa dera Vila (Vilamòs)
La Casa dera Vila és un edifici seu de l'Ajuntament de Vilamòs, situat dins el nucli urbà de la localitat, en el municipi del mateix nom, a la Vall d'Aran, i inclòs en l'Inventari del Patrimoni Arquitectònic de Catalunya.

## Descripció

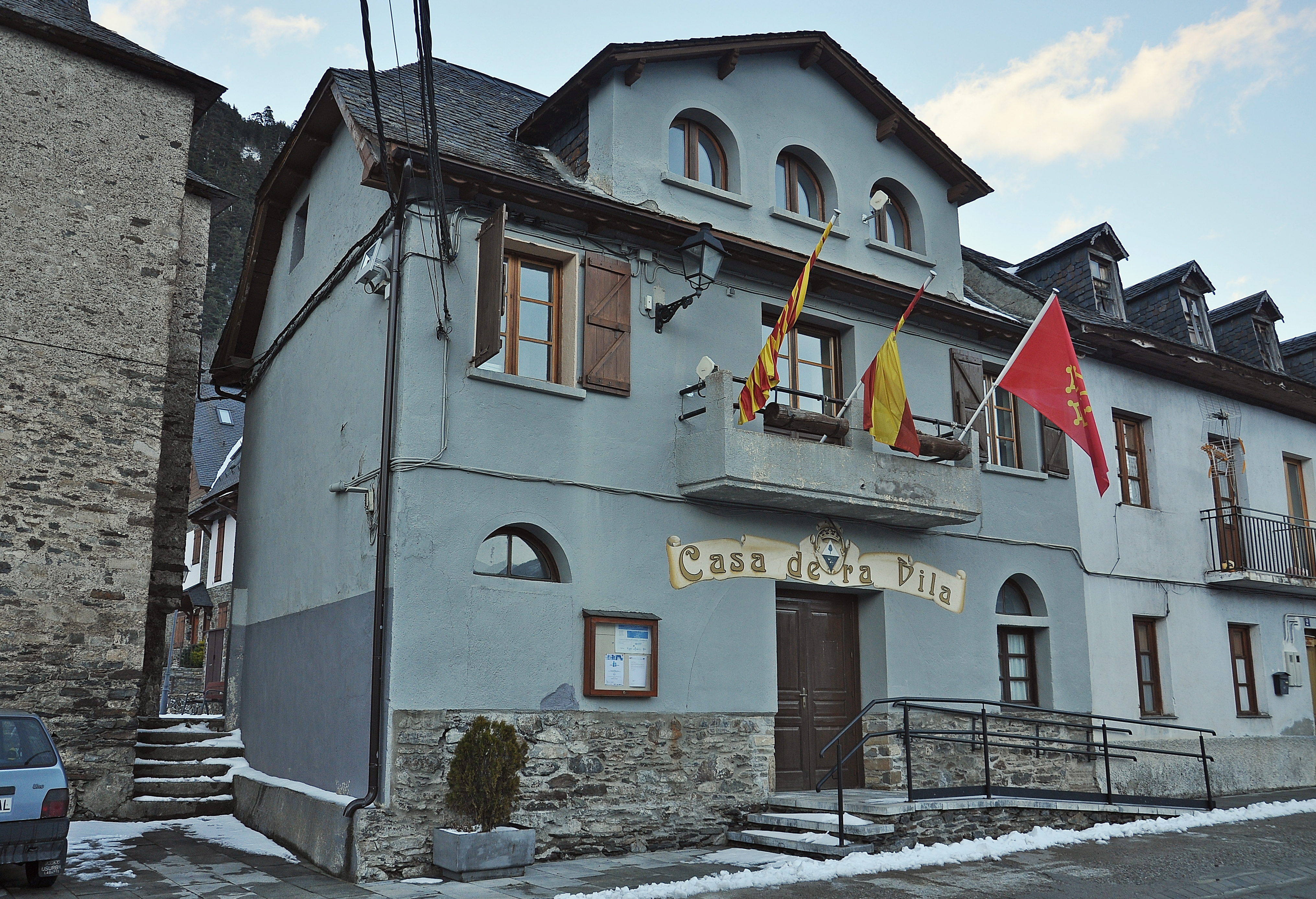
Vista general de la Casa dera Vila

La Casa dera Vila és una edificació del segle xviii, a tres vents, de secció rectangular que consta de dues plantes —baixa i pis— i humarau, amb una coberta de dos vessants d'encavallada de fusta amb llosat de peces de pissarra, i un «quiboish» —plec de la coberta configurant un tresaigües— en la façana oest. La façana paral·lela a la capiera i orientada a migdia, ha estat força transformada en les obertures de la planta baixa de manera que s'han suprimit les tres arcades que en principi creaven una estructura porxada.
El primer pis presenta també tres obertures seguint la tipologia de l'arquitectura popular tradicional, amb un balcó al mig, d'obra i porticons de fusta. Al capdamunt, en la teulada sobresurt una gran llucana amb tres obertures que contribueixen a ressaltar la façana. Els paraments, de basament petri, estan arrebossats de color clar i damunt la porta d'accés, sota el balcó, destaca una banda pintada amb la llegenda «Casa dera Vila» i l'escut de Vilamòs.